# Rafael Granero Bellver
Rafael Granero Bellver   (Xella, 15 d'abril de 1945 - Anna, 6 de gener de 2024) fou un futbolista valencià de les dècades de 1960 i 1970.

## Trajectòria
Futbolista valencià de naixement, però format futbolísticament a Catalunya, on es traslladà als 15 anys. La seva posició al camp era de lateral dret, tot i que també jugà de centrecampista. Començà jugant al CE Júpiter, on arribà a ser convocat per la selecció catalana juvenil. Passà al primer equip del club, on jugà dues temporades fins que fou fitxat pel RCD Espanyol el 1965. Immediatament fou cedit al CF Badalona durant set partits abans de retornar a l'Espanyol. Durant els seus anys al club va tenir una forta competència a la seva posició, primer amb Manuel Fernández Osorio i més tard amb Pepito Ramos. La temporada 1967-68 fou cedit a l'Sporting de Gijón, on progressà futbolísticament, per retornar al club blanc-i-blau la següent temporada. La seva millor època al club fou entre 1971 i 1974. En total fou 12 temporades espanyolista, en les quals disputà 132 partits de lliga i 6 de competicions europees. El 1977 retornà al club dels seus orígens, el CE Júpiter on penjà les botes i a més fou secretari tècnic. La temporada 1978-79 fou secretari tècnic del CF Badalona. El 1979-80 dirigí el CE Europa, on dimití per retornar novament al Júpiter durant tres temporades i al Badalona el 1983.